# Чајна садерн ерлајнс
Чајна садерн ерлајнс је авио-компанија, чије се седиште налази у Гуангџоу, у Народној Републици Кини. Ова авио-компанија је пета на свету по броју превезених путника годишње и шеста по укупном броју прелетених километара. У Азији је највећа авио-компанија у погледу флоте и превезених путника. Авио чвориште ове авио-компаније су аеродроми у Пекингу и Гуангџоу. Компанија лети на 121 дестинацију са флотом од 422 летелице.
Чајна садерн ерлајнс је основана 1. јула 1988. Од оснивања до данас, удружила се са многим авио-компанијама те је постала једна од три водеће авио-компаније у Кини (поред Ер чајне и Чајна истерн ерлјанса). Чланица је Скајтима.
Године 2010. Чајна садерн ерлајнсом је летело 76,5 милиона домаћих и међународних путника, а попуњеност кабине у просеку је била 79,2%. Профит из 2010. године је износио 883.000.000 америчких долара.

## Дестинације
Чајна садерн ерлајнс лети у 169 земаља (укључујући и летове које спроводи са другим авио-компанијама). Поред пекиншког и аеродрома у Гуангџоуу, већи градови ка којима организује летове су Чангчуен, Чангша, Далијен, Шенјанг, Шенџен, Урумћи, Вухан и Џенгџоу.
Она нуди 485 летова дневно са свог чворишта у Гуангџоу и 221 лет са аеродрома у Пекингу. Са аеродрома у Гуангџоу, организује по 65 међународних летова дневно, који овај аеродром повезују са највећим градовима на свету.
Компанија је развила велику мрежу летова у југоисточној Азији, а од свих кинеских авио-компанија има највећи утицај у Аустралији. У плану је и проширање на јужноамеричко и афричко тржиште.

## Флота
Флота компаније састоји се од следећих авиона (јул 2016):
| Авион           | Укупно | Наруџбине | Број седишта | Број седишта | Број седишта | Број седишта | Број седишта | Белешке                    |     |
| Авион           | Укупно | Наруџбине | I            | II           | III          | IV           | Укупно       | Белешке                    |     |
| --------------- | ------ | --------- | ------------ | ------------ | ------------ | ------------ | ------------ | -------------------------- | --- |
| Ербас A319-100  | 36     | —         | —            | 8            | 23           | 84           | 115          |                            |     |
| Ербас A320-200  | 122    | 28        | —            | 8            | 24           | 120          | 152          |                            |     |
| Ербас A321-200  | 83     | 17        | —            | 12           | 24           | 143          | 179          |                            |     |
| Ербас A330-200  | 10     | —         | 6            | 24           | 47           | 142          | 217          |                            |     |
| Ербас A330-200  | 6      | —         | —            | 24           | 49           | 184          | 257          |                            |     |
| Ербас A330-300  | 21     | 17        | 4            | 24           | 48           | 208          | 284          |                            |     |
| Ербас A380-800  | 5      | —         | 8            | 70           | —            | 428          | 506          |                            |     |
| Боинг 737-300   | 3      | —         | —            | —            | —            | 145          | 145          |                            |     |
| Боинг 737-700   | 29     | —         | —            | 8            | 24           | 88           | 120          | 17 са винглетама           |     |
| Боинг 737-700   | 29     | —         | —            | —            | 24           | 119          | 143          | 17 са винглетама           |     |
| Боинг 737-800   | 134    | 2         | —            | 8            | 24           | 132          | 164          | 39 опремљени са винглетама |     |
| Боинг 757-200   | 12     | —         | —            | 8            | 23           | 160          | 191          |                            |     |
| Боинг 777-200   | 4      | —         | —            | 18           | 40           | 316          | 374          |                            |     |
| Боинг 777-300ЕР | 10     | —         | —            | —            | TBA          | TBA          | TBA          | TBA                        | TBA |
| Боинг 787-8     | 10     | —         | 4            | 24           | —            | 200          | 228          |                            |     |
| Комак C919      | —      | 20        | TBA          | TBA          | TBA          | TBA          | TBA          |                            |     |
| Ембраер E-190ЛР | 20     | —         | —            | 6            | —            | 92           | 98           |                            |     |
| Укупно          | 505    | 83        |              |              |              |              |              |                            |     |